# Forcipomyia cerifera
Forcipomyia cerifera är en tvåvingeart som beskrevs av Saunders 1956. Forcipomyia cerifera ingår i släktet Forcipomyia och familjen svidknott. Inga underarter finns listade i Catalogue of Life.